# ساسولیت
ساسولیت  (به انگلیسی: Sassolite) با فرمول شیمیایی B(OH)3 از مجموعه کانی هاست.ساسولیت  قابل انعطاف است و در آب گرم حل می‌شود درلمس کردن حالت چرب داشته و تلخ مزه‌است. دارای لومینسانس گاهی آبی است. از ژیزمان Sasso در ایتالیا مشتق شده‌است. به آسانی ذوب می‌شود و رنگ شعله را سبز می‌کند و با الکل تمیز می‌شود. درصد جرم های آن B2O۳:۵۶٫۵٪ H2O:۴۳٫۵٪  می باشد. برای اولین بار در ایتالیا(جزیره ولکانو) کشف شد و از نظر شکلی دارای  بلورهای پهن و کوتاه و رنگ های  بیرنگ - سفید - خاکستری و شفاف و جلای شیشه‌ای - صدفی، رخ: کامل - مطابق باسطح، سیستم تبلور: تری کلینیک و در رده‌بندی هیدروکسید است و منشأ تشکیل آن آتشفشانی - چشمه‌های آبگرم است.
همایند کانی‌شناسی (پارانژ) آن - گوگرد- براتها و غیره است
کاربرد آن: در صنایع شیمیائی - در شیشه سازی - در صنایع غذائی - در طب، از نظر ژیزمان فلسی - بلوری - قشرقشر تقریباًََکمیاب است و بیشتر در ایتالیا، روسیه و آلمان یافت می‌شود.